# Orde van Jean Jacques Dessalines
De Orde van Jean Jacques Dessalines (Frans: "Ordre de Jean Jacques Dessalines pour Mérite Militaire") werd ingesteld door de President van Haïti. Deze ridderorde heeft het in het internationale diplomatieke verkeer gebruikelijke aantal van vijf graden.
De onderscheiding wordt voor militaire verdienste verleend en is vrij zeldzaam.
De versierselen van de orde
Het kleinood is een medaillon met het gouden portret van de slaaf, opstandelingenleider en keizer Jean Jacques Dessalines (1758-1806).Hij kwam tegen de Fransen in opstand en bevrijdde zijn land. 
Keizer Jacob I van Haïti werd door rivalen vermoord.
In het gouden medaillon staat Jean Jacques Dessalines in goud op een zilveren fond afgebeeld in militair uniform en met een driekantige steek op het hoofd. Op de blauwe ring staat in gouden letters "ORDRE JEAN JACQUE DESSALINES LE GRAND – MERITE MILITAIRE". De keerzijde toont het motto "LIBERTE EGALITE FRATERNITE * REPUBLIQUE D’HAITI" op de ring.
Om het medaillon is een groen geëmailleerde lauwerkrans met rode besjes tesaamgebonden met een blauw lint bevestigd.

Het lint is rood en zwart en in twee verticale banen verdeeld. Boven aan het lint is een gouden gesp aangebracht.